# Особая армия
Особая армия (ОсобаяА) — общевойсковое оперативное объединение соединений и частей Русской императорской армии во время Первой мировой войны.

## Состав
Полевое управление образовано в августе 1916 года на базе армейской группы генерала от кавалерии В. М. Безобразова. По утверждению А. А. Керсновского, армия была названа так из суеверных опасений, чтобы не являться «13-й».В состав армии вошли многие части из стратегического резерва Русской Ставки Верховного главнокомандующего.
На момент формирования в состав армии вошли:
- Полевое управление (штаб
- Гвардейский корпус
- 1-й армейский корпус
- 30-й армейский корпус
- 5-й кавалерийский корпус
- Части армейского подчинения

В период Первой мировой войны состав армии неоднократно менялся. В неё в разное время входили 5-й, 8-й, 25-й, 26-й, 31-й, 34-й, 39-й, 40-й, 44-й и 46-й армейские корпуса, 1-й Сибирский армейский корпус, 1-й Туркестанский армейский корпус, 4-й и 7-й кавалерийские корпуса. Максимально в составе армии находилось одновременно четырнадцать армейских корпусов.
На конец 1917 года армия имела в своём составе:
- XXXI армейский корпус
- XXXIX армейский корпус
- XLIV армейский корпус
- XLVI армейский корпус
- I Туркестанский армейский корпус
- IV кавалерийский корпус
- VII кавалерийский корпус

## В составе
- Юго-Западного фронта (август — ноябрь 1916)
- Западного фронта (ноябрь 1916 — июль 1917)
- Юго-Западного фронта (июль 1917 — начало 1918)

## Боевые действия
После завершения формирования армия была передана в состав Юго-Западного фронта, и она заняла участок фронта на стыке с Западным фронтом. В ходе Брусиловского прорыва перед ней была поставлена задача нанесения удара на Ковель. В летних боях 1916 года армия успеха не добилась. Намеченное на 17 сентября 1916 года повторное наступление на Ковель было сорвано ударом германской группы генерала кавалерии Г. дер фон Марвица. С 19 по 22 сентября Особая и 8-я армии провели безрезультатное пятое Ковельское сражение, а к концу месяца и шестое. На 150-километровом участке армии противостояли 23 германские и австрийские дивизии.
Летом 1917 года армия участвовала в Июньском наступлении, нанося сковывающий удар.
На конец 1917 года штаб располагался в Луцке, с декабря 1917-го — в Ровно. Расформирована к марту 1918 года.

## Командующие
- 14.08.1916—10.11.1916 — генерал от кавалерии Гурко, Василий Иосифович
- 10.11.1916—17.02.1917 — ВРИО генерал от инфантерии Балуев, Пётр Семёнович
- 17.02.1917—31.03.1917 — генерал от кавалерии Гурко, Василий Иосифович
- 02.04.1917—09.07.1917 — генерал от инфантерии Балуев, Пётр Семёнович
- 12.07.1917—29.08.1917 — генерал от кавалерии Эрдели, Иван Георгиевич
- 29.08.1917—14.09.1917 — ВРИО генерал-майор Сарычев, Василий Степанович
- 14.09.1917—20.11.1917 — генерал от инфантерии Стельницкий, Степан Феликсович
- 20.11.1917—13.12.1917 — генерал-лейтенант Рерберг, Фёдор Сергеевич
- 11.1917 — ВРИО полковник Егоров, Александр Ильич[источник не указан 1566 дней]
- 13.12.1917-19.12.1917 — ВРИО генерал-лейтенант Кушакевич, Алексей Ефимович
- 19.12.1917- 03.1918 — генерал-лейтенант Егорьев, Владимир Николаевич

### Начальники штаба армии
- 30.08.1916 — 18.04.1917 — генерал-майор Алексеев, Михаил Павлович
- 18.04.1917 — 31.08.1917 — генерал-лейтенант Вальтер, Ричард-Кирилл Францевич
- 23.09.1917 — ? — генерал-майор Буров, Пётр Никитич